# Мацюра Андрій Олександрович
Андрій Олександрович Мацюра (рум. Andrei Maţiura; нар. 4 жовтня 1981, Кишинів, Молдавська РСР) — молдовський футболіст та тренер, виступав на позиції півзахисника.

## Життєпис
Виступав у Молдові за клуби «Олімпія» (Бельці), «Хинчешти» та «Ністру» (Атаки). У складі «Ністру» двічі ставав срібним та двічі бронзовим призером чемпіонату країни, грав у Кубку УЄФА. Виступав за російські клуби «Терек» (Грозний), «Металург-Кузбас» (Новокузнецк) — у першому дивізіоні й «Динамо» (Санкт-Петербург) — у другому дивізіоні. У 2002-2003 роках зіграв 3 матчі за збірну Молдови. Після 2008 року виступав за футзальний клуб «Арсенал» (Кишинів) та пляжний футбольний клуб «Палестра» (Кишинів), викликався до збірної Молдови з пляжного футболу. 
Працював тренером-асистентом В'ячеслава Руснака у клубах «Академія» (Кишинів), «Сперанца» (Крихана Вєке), «Іскра-Сталь» (Рибниця) та «Зімбру» (Кишинів). Потім працював у тренерському штабі казахських клубів «Кизилжар» та «Кайрат».

## Сім'я
- Батько Олександр Григорович Мацюра – радянський футболіст та молдавський тренер, працював головним тренером збірної Молдови.
- Дядько Сергій Григорович Мацюра — радянський та молдовський футболіст, а також російський футбольний арбітр, у 2007—2008 роках обслуговував матчі Російської прем'єр-ліги.